# Shorttrack-Teamweltmeisterschaften 2006
Die Teamweltmeisterschaften 2006 im Shorttrack fanden vom 25. bis 26. März 2006 in der Aréna Maurice-Richard in Montreal statt. Montreal war erstmals Austragungsort von Teamweltmeisterschaften, zuvor fanden aber bereits zweimal die Individualweltmeisterschaften dort statt.
Es siegte jeweils Südkorea, bei den Frauen vor China und Kanada, bei den Männern umgekehrt vor Kanada und China. Es nahmen Teams aus acht Ländern teil.

## Reglement
Es nahmen bei Frauen und Männern jeweils sieben Mannschaften mit maximal fünf Athleten teil. Die sieben Mannschaften wurden auf zwei Gruppen aufgeteilt. Die erste Mannschaft jeder Gruppe qualifizierte sich direkt für das Finale, die zweit- und drittplatzierte Mannschaft für die Hoffnungsrunde, die viertplatzierte Mannschaft schied aus. Die ersten beiden Mannschaften der Hoffnungsrunde zogen ebenfalls ins Finale ein, während die dritt- bzw. viertplatzierte Mannschaft wiederum ausschied. Die Läufe der Vorrundengruppen und der Hoffnungsrunde wurden am ersten Wettkampftag absolviert, das Finale am zweiten.
Über 500 m und 1000 m traten in vier Läufen jeweils ein Athlet eines Landes gegeneinander an. Über 3000 m gab es nur einen Lauf, wobei jedes Land zwei Athleten einsetzte. In der Staffel starteten vier Läufer eines Landes. In jedem Einzelrennen bekam der Erste fünf Punkte, der Zweite drei Punkte, der Dritte zwei Punkte und der Vierte einen Punkt. In der Staffel wurden doppelt so viele Punkte vergeben, zehn für die erste Staffel, sechs für die zweite, vier für die dritte und zwei für die vierte. Bei einer Disqualifikation wurde kein Punkt zugesprochen. Die Addition aller Punkte der Athleten eines Landes entschied über die Platzierung.

## Ergebnisse

### Frauen
In der ersten Vorrundengruppe setzte sich Südkorea durch und zog ins Finale ein. China und Italien erreichten dahinter die Hoffnungsrunde, Frankreich schied aus. In der zweiten Vorrundengruppe setzte sich Kanada deutlich durch, die USA und Japan erreichten die Hoffnungsrunde. In dieser Gruppe nahmen nur drei Teams teil. In der Hoffnungsrunde erreichten China und Italien das Finale.
| Rang     | Land                | Läuferinnen           | 500 m    | 500 m  | 1000 m     | 1000 m | 3000 m     | 3000 m | 3000-m-Staffel | 3000-m-Staffel | Punkte Gesamt |
|          |                     |                       | Zeit (s) | Punkte | Zeit (min) | Punkte | Zeit (min) | Punkte | Zeit (min)     | Punkte         | Punkte Gesamt |
| -------- | ------------------- | --------------------- | -------- | ------ | ---------- | ------ | ---------- | ------ | -------------- | -------------- | ------------- |
| A-Finale |                     |                       |          |        |            |        |            |        |                |                |               |
| 1.       | Südkorea            | Kang Yun-mi           | 67,944   | 1      | 1:34,359   | 5      | –          | –      | 4:20,795       | 6              | 40            |
| 1.       | Südkorea            | Jeon Da-hye           | disq.    | 0      | –          | –      | –          | –      | 4:20,795       | 6              | 40            |
| 1.       | Südkorea            | Jin Sun-yu            | 45,435   | 3      | 1:32,181   | 5      | 5:15,387   | 5      | 4:20,795       | 6              | 40            |
| 1.       | Südkorea            | Byun Chun-sa          | 45,660   | 2      | 1:33,029   | 5      | –          | –      | 4:20,795       | 6              | 40            |
| 1.       | Südkorea            | Choi Eun-kyung        | –        | –      | 1:34,366   | 5      | 5:15,750   | 3      | 4:20,795       | 6              | 40            |
| 2.       | Volksrepublik China | Wang Meng             | 44,953   | 5      | 1:32,612   | 3      | –          | –      | 4:20,578       | 10             | 38            |
| 2.       | Volksrepublik China | Zhu Mi Lei            | 44,652   | 3      | 1:33,112   | 3      | 5:16,565   | 2      | 4:20,578       | 10             | 38            |
| 2.       | Volksrepublik China | Cheng Xiaolei         | 45,368   | 5      | 1:34,871   | 2      | 5:33,465   | 0      | 4:20,578       | 10             | 38            |
| 2.       | Volksrepublik China | Fu Tianyu             | 45,555   | 3      | 1:54,536   | 2      | –          | –      | 4:20,578       | 10             | 38            |
| 3.       | Kanada              | Alanna Kraus          | 45,066   | 2      | –          | –      | –          | –      | 4:21,408       | 2              | 26            |
| 3.       | Kanada              | Kalyna Roberge        | 44,462   | 5      | 1:32,617   | 2      | 5:16,804   | 0      | 4:21,408       | 2              | 26            |
| 3.       | Kanada              | Anouk Leblanc-Boucher | 45,552   | 1      | 1:35,070   | 3      | –          | –      | 4:21,408       | 2              | 26            |
| 3.       | Kanada              | Tania Vicent          | 45,523   | 5      | 1:33,229   | 2      | –          | –      | 4:21,408       | 2              | 26            |
| 3.       | Kanada              | Amanda Overland       | –        | –      | 1:34,665   | 3      | 5:16,718   | 1      | 4:21,408       | 2              | 26            |
| 4.       | Italien             | Marta Capurso         | 44,957   | 3      | 1:32,717   | 1      | 5:46,249   | 0      | 4:20,984       | 4              | 14            |
| 4.       | Italien             | Mara Zini             | disq.    | 0      | –          | –      | –          | –      | 4:20,984       | 4              | 14            |
| 4.       | Italien             | Arianna Fontana       | 45,446   | 2      | 2:04,412   | 1      | 5:18,223   | 0      | 4:20,984       | 4              | 14            |
| 4.       | Italien             | Katia Zini            | 45,839   | 1      | 1:36,022   | 1      | –          | –      | 4:20,984       | 4              | 14            |
| 4.       | Italien             | Cecilia Maffei        | –        | –      | 1:35,592   | 1      | –          | –      | 4:20,984       | 4              | 14            |

### Männer
In der ersten Vorrundengruppe zog Südkorea souverän ins Finale ein, China und Italien erreichten die Hoffnungsrunde. Die Niederlande hingegen schied aus. In der zweiten Vorrundengruppe traten nur drei Mannschaften an. Kanada setzte sich durch und erreichte das Finale, USA und Japan erreichten die Hoffnungsrunde. In dieser setzten sich China und Italien durch und folgten ins Finale, für die USA und Japan war das Turnier beendet.
| Rang     | Land                | Läufer                  | 500 m    | 500 m  | 1000 m     | 1000 m | 3000 m     | 3000 m | 5000-m-Staffel | 5000-m-Staffel | Punkte Gesamt |
|          |                     |                         | Zeit (s) | Punkte | Zeit (min) | Punkte | Zeit (min) | Punkte | Zeit (min)     | Punkte         | Punkte Gesamt |
| -------- | ------------------- | ----------------------- | -------- | ------ | ---------- | ------ | ---------- | ------ | -------------- | -------------- | ------------- |
| A-Finale |                     |                         |          |        |            |        |            |        |                |                |               |
| 1.       | Südkorea            | Lee Ho-suk              | 41,917   | 5      | 1:29,994   | 5      | 5:09,914   | 0      | 7:00,552       | 2              | 39            |
| 1.       | Südkorea            | Seo Ho-jin              | 41,748   | 3      | 1:24,985   | 5      | –          | –      | 7:00,552       | 2              | 39            |
| 1.       | Südkorea            | Song Suk-woo            | 67,666   | 1      | –          | –      | –          | –      | 7:00,552       | 2              | 39            |
| 1.       | Südkorea            | Ahn Hyun-soo            | 42,367   | 5      | 1:29,206   | 5      | 4:56,506   | 3      | 7:00,552       | 2              | 39            |
| 1.       | Südkorea            | Oh Se-jong              | –        | –      | 1:28,232   | 5      | –          | –      | 7:00,552       | 2              | 39            |
| 2.       | Kanada              | Mathieu Turcotte        | 42,069   | 3      | 1:30,379   | 3      | –          | –      | 6:50,371       | 10             | 36            |
| 2.       | Kanada              | Charles Hamelin         | 41,271   | 5      | disq.      | 0      | 4:55,820   | 5      | 6:50,371       | 10             | 36            |
| 2.       | Kanada              | François-Louis Tremblay | 42,313   | 2      | –          | –      | –          | –      | 6:50,371       | 10             | 36            |
| 2.       | Kanada              | Éric Bédard             | 67,829   | 2      | 1:25,433   | 3      | –          | –      | 6:50,371       | 10             | 36            |
| 2.       | Kanada              | Jonathan Guilmette      | –        | –      | 1:29,602   | 3      | 4:58,635   | 0      | 6:50,371       | 10             | 36            |
| 3.       | Volksrepublik China | Cui Liang               | disq.    | 0      | 1:29,925   | 2      | –          | –      | 6:51,114       | 6              | 27            |
| 3.       | Volksrepublik China | Li Ye                   | 41,977   | 2      | 1:25,474   | 2      | 5:00,372   | 0      | 6:51,114       | 6              | 27            |
| 3.       | Volksrepublik China | Li Haonan               | 42,215   | 5      | 1:28,528   | 3      | –          | –      | 6:51,114       | 6              | 27            |
| 3.       | Volksrepublik China | Sui Baoku               | 43,140   | 3      | 1:30,513   | 2      | 4:56,543   | 2      | 6:51,114       | 6              | 27            |
| 4.       | Italien             | Nicola Franceschina     | 54,779   | 2      | 1:29,808   | 2      | –          | –      | 6:54,895       | 4              | 16            |
| 4.       | Italien             | Fabio Carta             | 42,078   | 1      | 1:29,265   | 1      | 4:58,785   | 0      | 6:54,895       | 4              | 16            |
| 4.       | Italien             | Nicola Rodigari         | 42,283   | 3      | 1:30,874   | 1      | 4:56,632   | 1      | 6:54,895       | 4              | 16            |
| 4.       | Italien             | Roberto Serra           | disq.    | 0      | –          | –      | –          | –      | 6:54,895       | 4              | 16            |
| 4.       | Italien             | Yuri Confortola         | –        | –      | 1:29,943   | 1      | –          | –      | 6:54,895       | 4              | 16            |